# IC 5133
IC 5133 ist ein Emissionsnebel im Sternbild Kepheus. Das Objekt wurde am 25. September 1895 von Isaac Roberts entdeckt.